# Mittelstenweiler
Die Ortschaft Mittelstenweiler ist einer der elf Teilorte der Gemeinde Salem im Bodenseekreis in Baden-Württemberg.

## Geschichte

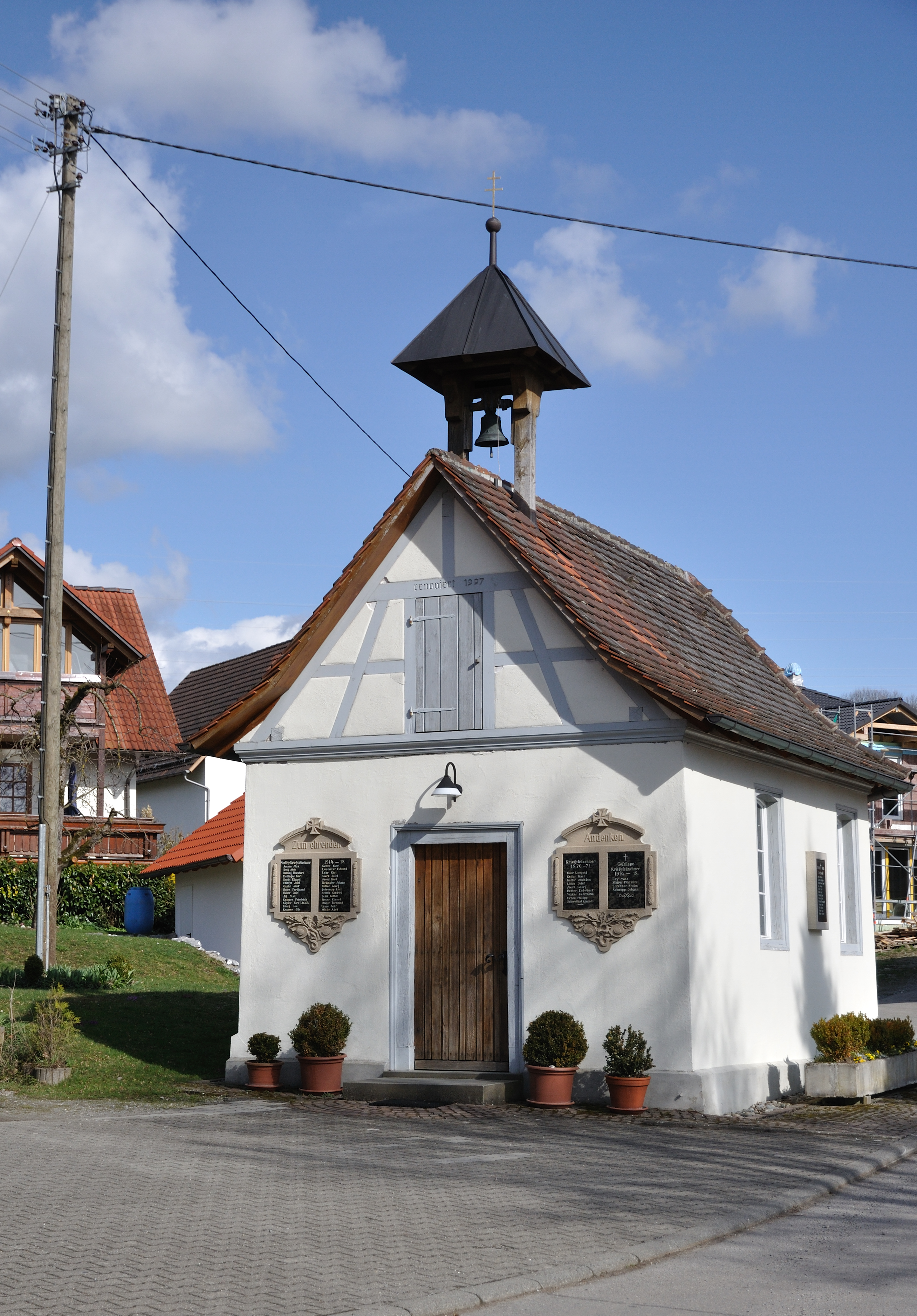
St.-Marien-Kapelle

Erstmals genannt wird Mittelstenweiler mit Comes Manegoldus de Rordorf dedit curtem in Metimostenwilaere im Jahre 1192. Weitere Nennungen folgen in den Jahren 1250, 1276, 1288, 1330 u. w. Zu dem Weiler gehörten auch Oberstenweiler und Unterstenweiler (Niderstenwiler) beide erstmals genannt 1220.
Mittelstenweiler gehörte bis 1803 zur Reichsabtei Salem.
Der Ort Escherichiswiler war wohl eine Vorgängersiedlung der drei Weiler und wurde als Eskirichswilaere 1159 im Besitz des Klosters Petershausen genannt, welches auch später hier noch Besitzungen hatte.
Mittelstenweiler wurde am 1. April 1972 nach Salem eingemeindet. Oberstenweiler folgte 1973.

### Wappen
Das Wappen der ehemals selbstständigen Gemeinde Mittelstenweiler zeigt auf blauem Schild zwei gekreuzte goldene Krumstäbe und auf einem kleineren schwarzen Schild das Wappen des Bernhard von Clairvaux: in schwarz ein zweireihiger, silber-rot geschachter Balken.

## Wirtschaft und Infrastruktur
Das Dorf ist landwirtschaftlich geprägt und hatte einst einen Haltepunkt an der Bahnstrecke Stahringen–Friedrichshafen.